# 蘇盛琴
蘇盛琴，京劇琴師、教師，1914年在北京出生，2005年1月20日在寧夏銀川市去世。
他和哥哥蘇富恩、蘇富旭、蘇盛貴、蘇盛軾（后去台湾参与中华民国空军的大鹏剧队）都是北京富連成科班出身，4個哥哥都工生行，他本身工旦行，出科后因個人生理條件限制，改工場面（樂隊），師從陸寶琳和徐蘭沅學京劇音樂。
中華人民共和國成立后，參加中國人民解放軍總政治部京劇團（總政京劇團），1955年調進北京中國京劇院（現在的中國國家京劇院）四團，並完成唱腔設計作品《紅色衛星鬧天宮》。
中國京劇院四團1958年改寧夏京劇團以后，他隨團到銀川市工作，1976年離休。
他的學生有李世芳、毛世来、贾世珍、刘元彤、李元芳、冀韵兰、赵韵秋、赵庆侠、关肃霜、王晓棠、王志怡、孙萍、王燕、李麗芳、李門、李超等。